# Дойл, Дэвид
Дэвид Фицджеральд Дойл (англ. David Fitzgerald Doyle; 1 декабря 1929 — 26 февраля 1997) — американский актёр театра, кино и телевидения.

## Биография

### Молодость
Дойл родился в Линкольне, штат Небраска, в семье Мэри Рут (в девичестве Фицджеральд) и Рэймонда Льюиса Дойлов. Его дед по материнской линии, Джон Фицджеральд, был известным строителем железных дорог и банкиром, а отец — адвокатом. Он окончил среднюю школу Кэмпион в городе Прейри дю Чиен, штат Висконсин, в 1947 году. Поступил в Университет Небраски. Поначалу планировалось, что он будет учиться на юриста, как и предыдущие четыре поколения Дойлов, но Дэвид решил заняться актёрским мастерством.

### Карьера
Дойл наиболее известен по роли детектива Джона Босли в сериале «Ангелы Чарли» (1976—1981). Он единственный, кроме Жаклин Смит, кто сыграл во всех 110 эпизодах шоу. За эту роль Дойл был удостоен номинаций на «Эмми» и «Золотой глобус». К тому же он озвучил Дедушку Лу Пиклза в мультсериале «Ох уж эти детки!». В конце 1970-х и начале 1980-х годов несколько раз принимал участие в телевикторине Match Game, появлялся в шоу Password Plus and Super Password. В 1982 году вместе с женой играл в программе Tattletales.
Дэвид Дойл сыграл в фильмах «Выход тигра» (1967), «Блеф Кугана» (1968), «Любить» (1970) и «Козерог один» (1978).
Дойл принимал участие и в театральных постановках. В 1956 году заменил Уолтера Маттау в спектакле «Испортит ли успех Рока Хантера?». Играл на Бродвее.

### Личная жизнь
Дойл был женат дважды: его первой женой в 1956 году стала Рэйчел (умерла от ранений после падения с лестницы в 1968 году), второй — Энн Натан Дойл (встретил через год после смерти Рэйчел). Его сестра Мэри Дойл также была актрисой (играла, в основном, в театре). Она умерла в 1995 году от рака лёгких.
Дойл умер от сердечного приступа 26 февраля 1997 года в возрасте 67 лет в Лос-Анджелесе, штат Калифорния. Его тело было кремировано.